# Вакцинація проти COVID-19 в Ірландії
Вакцинація проти COVID-19 в Ірландії — це кампанія масової імунізації населення Ірландії проти COVID-19 під час пандемії коронавірусної хвороби. Вакцинація проти COVID-19 населення країни розпочалася 29 грудня 2020 року. Проведення вакцинації проти COVID-19 в Ірландії було визнано однією із найуспішніших вакцинальних кампаній у світі, та посіло перше місце в Європейському Союзі за відсотком повністю вакцинованого дорослого населення, а також посіло перше місце в рейтингу ЄС за кількістю введених бустерних вакцин. Станом на 20 лютого 2023 року в країні було введено 12744694 дози вакцини, з яких 4107865 осіб отримали принаймні одну дозу, 3819227 отримали другу дозу та 4817602 отримали бустерну дозу вакцини.

## Передумови

### Підготовка
1 грудня 2020 року уряд Ірландії схвалив угоду про авансову закупівлю 875 тисяч доз вакцини «Moderna» проти COVID-19.
15 грудня міністр охорони здоров'я Стівен Доннеллі оголосив про затвердження урядову національної стратегії вакцинації проти COVID-19, у якій викладено план високого рівня країни щодо безпечної, ефективної та результативної вакцинації в Республіці Ірландія, задля забезпечення безперервного надання медичних та соціальних послуг.
17 січня 2021 року уряд схвалив дострокові поставки вакцини Oxford–AstraZeneca проти COVID-19, оскільки почалися переговори щодо забезпечення дострокової доставки вакцини.

### Використання вакцин
| Вакцина            | Схвалення       | Застосування   |
| ------------------ | --------------- | -------------- |
| Pfizer–BioNTech    | 21 грудня 2020  | 29 грудня 2020 |
| Moderna            | 6 січня 2021    | 16 січня 2021  |
| Oxford–AstraZeneca | 29 січня 2021   | 8 лютого 2021  |
| Janssen            | 11 березня 2021 | 6 березня 2021 |
| Novavax            | 20 грудня 2021  | 29 січня 2022  |

### Кампанія по стимулюванню вакцинації проти COVID-19
24 вересня 2021 року служба охорони здоров'я оголосила, що особи з ослабленим імунітетом віком від 12 років будуть повідомлені про запис на третю дозу вакцини від COVID-19 із середи, 29 вересня, оскільки в Ірландії почнеться кампанія ревакцинації проти COVID-19. Крім того, Національний консультативний комітет з імунізації рекомендував робити додаткові вакцинації особам похилого віку старше 80 років і всім старшим 65 років у закладах довгострокового догляду.
19 жовтня 2021 року національний консультативний комітет з імунізації схвалив бустерну дозу для осіб віком від 60 років.
1 листопада, згідно з новою порадою національного комітету з імунізації, міністр охорони здоров'я Стівен Доннеллі дозволив проведення ревакцинації для медичного персоналу, а 16 листопада ревакцинація була поширена на осіб віком від 50 до 59 років, осіб віком від 16 до 59 років з хронічними захворюванням, та всіх інших мешканців закладів догляду за особами похилого віку або інвалідами. 26 листопада міністр охорони здоров'я Стівен Доннеллі оголосив, що бустерні вакцинації будуть пропонуватися всім особам віком від 16 років, починаючи з вагітних жінок віком від 16 років, від 40 до 49 років і від 16 до 39 років, відповідно до нових рекомендацій від комітету з імунізації.
13 грудня національний комітет з імунізації рекомендував, щоб жителі країни могли отримати бустерну дозу через 3 місяці після другої дози.
19 грудня розпочалася програма ревакцинації для людей віком від 40 до 49 років. 23 грудня міністр охорони здоров'я Стівен Доннеллі оголосив, що ревакцинацію пропонуватимуть усім особам віком від 30 років з 29 грудня, та напередодні Нового року оголосив, що бустерні вакцини будуть запропоновані всім іншим віковим групам з 2 січня 2022 року, на 8 днів раніше, ніж планувалося.
21 лютого 2022 року міністр охорони здоров'я Стівен Доннеллі прийняв рекомендації національного комітету з імунізації щодо пропонування ревакцинації дітям віком від 12 до 15 років.
6 квітня національний комітет з імунізації рекомендував четверту дозу вакцини проти COVID-19 для всіх у віці 65 років і старших, а також для осіб віком 12 років і старших з ослабленим імунітетом. 21 квітня служба охорони здоров'я оголосила, що особи віком від 65 років можуть записатися онлайн на повторну вакцинацію проти COVID-19 у центрах вакцинації.
23 липня міністр охорони здоров'я Стівен Доннеллі прийняв нові рекомендації комітету з імунізації щодо осінньої програми вакцинації від COVID-19 в Ірландії, яка передбачала першу, другу або третю ревакцинацію для певних вікових груп.
29 грудня служба охорони здоров'я оголосила, що особам віком від 18 до 49 років буде запропонована друга бустерна доза, а також була схвалена перша вакцинація для немовлят і дітей віком від 6 місяців до 4 років на тлі побоювань щодо зростання випадків COVID-19, грипу та інших респіраторних захворювань.
| Перша бустерна вакцина                                                      | Друга бустерна вакцина                                                            | Третя бустерна вакцина                                 |
| --------------------------------------------------------------------------- | --------------------------------------------------------------------------------- | ------------------------------------------------------ |
| Особи, які живуть у будинку пристарілих або закладі довгострокового догляду | Особи віком від 65 років                                                          | Особи віком від 65 років                               |
| Медичні працівники, які безпосередньо беруть участь у боротьбі з епідемією  | Особивіком від 12 років і старші з ослабленим імунітетом                          | Особи віком від 12 до 64 років з ослабленим імунітетом |
| Особи віком від 40 років                                                    | Особи віком від 50 до 64 років                                                    |                                                        |
| Особи віком від 16 до 49 років, які мають хронічні захворювання             | Особи віком від 12 до 49 років, які мають хронічні захворювання                   |                                                        |
| Вагітні                                                                     | Вагітні від 16 тижня і вище                                                       |                                                        |
| Особи віком від 16 до 39 років                                              | Особи віком від 12 до 49 років, які проживають у закладах довгострокового догляду |                                                        |
| Особи віком від 12 до 15 років                                              | Медичні працівники, які безпосередньо беруть участь у боротьбі з епідемією        |                                                        |
| Діти віком від 5 до 11 років з ослабленим імунітетом                        | Особи віком від 18 до 49 років                                                    |                                                        |
| Немовлята та діти віком від 6 місяців до 4 років                            |                                                                                   |                                                        |

## Хронологія

### Грудень 2020 року
29 грудня 2020 року 79-річна Енні Лінч стала першою людиною в Ірландїї, яка отримала щеплення вакциною Pfizer–BioNTech у лікарні Сент-Джеймс у Дубліні, та отримала другу дозу через 3 тижні, у вівторок, 19 січня 2021 року.
У День святого Стефана до країни прибула перша партія з 10 тисяч доз вакцини Pfizer–BioNTech.
5 січня 2021 року 95-річна Маура Бірн стала першою мешканкою будинку пристарілих в Ірландії, яка отримала вакцину Pfizer–BioNTech, а доктор Еван Малдун, консультант з інфекційних захворювань університетської лікарні «Mater Misericordiae», став першим медичний працівником у країні, який отримав вакцину. Того ж дня тишех Міхал Мартін оголосив, що до кінця лютого 2021 року по всій країні буде вакциновано до 135 тисяч людей.

### Січень 2021 року
Після схвалення вакцини Moderna проти COVID-19 Європейським агентством з лікарських засобів 6 січня 2021 року заступник голови уряду Лео Варадкар оголосив, що ця вакцина дозволить робити щеплення ще 10 тисячам людей в Ірландії на тиждень.
Введення вакцини Pfizer–BioNTech у всіх будинках пристарілих почалося по всій країні 7 січня 2021 року, починаючи з 22 будинків престарілих з 3 тисячами мешканців і персоналу.
Перша партія вакцини Moderna прибула до Ірландії 12 січня.
Близько 1800 медичних працівників отримали вакцину Moderna в трьох центрах масової вакцинації, які відкрилися в Дубліні, Голвеї та Порт-Ліїше 16 січня.

### Лютий 2021 року
Перша партія з 21600 доз вакцини AstraZeneca прибула до країни 6 лютого.
24 лютого міністр охорони здоров'я Стівен Доннеллі повідомив, що Ірландія замовила достатню кількість вакцин для щеплення 10,3 мільйона осіб із замовленими 18,5 мільйонами доз вакцин проти COVID-19.

### Березень 2021 року
6 березня тишех Міхал Мартін оголосив, що Ірландія досягла рубежу в півмільйона введених вакцин проти COVID-19.
10 березня тишех Міхал Мартін підтвердив, що Ірландія має отримати ще 46500 доз вакцини Pfizer–BioNTech проти COVID-19 до кінця березня.
22 березня повідомлено, що президент Майкл Гіґґінс і його дружина Сабіна Гіґґінс отримали перші дози вакцини проти COVID-19 19 березня.

### Квітень 2021
8 квітня генеральний директор служби охорони здоров'я Пол Рейд оголосив, що Ірландія досягла рубежу в мільйон введених вакцин проти COVID-19.
15 квітня понад 26 тисяч осіб зареєструвалися на щеплення від COVID-19 після того, як запрацював онлайн-портал для 69-річних.
25 квітня тишех Міхал Мартін оголосив, що Ірландія досягла рубежу в один мільйон перших доз вакцини проти COVID-19.

### Травень 2021 року
9 травня тишех Міхал Мартін отримав свою першу дозу вакцини проти COVID-19 у мерії Корка та закликав людей зробити щеплення, щоб захистити себе, тоді як у п'ятницю, 7 травня, було введено рекордні 52 278 доз.
17 травня національний консультативний комітет з імунізації підтвердив, що особам віком до 40 років буде надано вибір: прийняти вакцину Johnson & Johnson або AstraZeneca проти COVID-19 або зачекати на іншу вакцину.

### Червень 2021 року
2 червня національний комітет з імунізації повідомив, що інтервал між двома дозами вакцини AstraZeneca можна скоротити з 12 тижнів до 8 тижнів.
5 червня міністр охорони здоров'я Стівен Доннеллі отримав свою першу дозу вакцини проти COVID-19 у Грейстонсі в графстві Віклов.

### Липень 2021 року
2 липня, дотримуючись рекомендацій національного комітету з імунізації, міністр охорони здоров'я Стівен Доннеллі оголосив про розширення програми вакцинації для молодих людей за участю 750 аптек, щоб розпочати введення вакцини Janssen особам вікової групи від 18 до 34 років, які вибрали раннє щеплення з 5 липня, тоді як центри вакцинації почнуть вводити лише вакцину AstraZeneca з 12 липня. 5 липня понад 500 аптек по всій країні почали вводити вакцину Johnson & Johnson особам віком від 18 до 34 років, які погодилися її отримати.
27 липня, після того, як портал реєстрації вакцин проти COVID-19 був відкритий для людей віком від 16 і 17 років для вакцин Pfizer або Moderna, уряд погодився розширити програму вакцинації для осіб віком від 12 до 15 років відповідно до рекомендацій національного консультативного комітету з імунізації. 12 серпня виконавчий директор служби охорони здоров'я Пол Рейд заявив, що програма вакцинації перебуває на «фінальній стадії» після того, як понад 50 тисяч осіб віком від 12 до 15 років зареєструвалися для вакцинації проти COVID-19, причому 90 % дорослих — частково щеплені, та 80 % повністю вакциновані.

### Серпень 2021 року
3 серпня тишех Міхал Мартін оголосив про завершення угоди щодо отримання 700 тисяч доз вакцини Pfizer проти COVID-19 з Румунії.>
18 серпня Ірландія отримала свою найбільшу за всю історію тижневу партію вакцин проти COVID-19, до служби охорони здоров'я було доставлено понад 540 тисяч доз, включаючи першу партію незатребуваної вакцини від Румунії.

### Вересень 2021 року
1 вересня відповідно до змін до програми вакцинації проти COVID-19 національний консультативний комітет з імунізації рекомендував вагітним жінкам вводити мРНК-вакцину проти COVID-19 на будь-якому терміні вагітності, а особи з ослабленим імунітетом віком від 12 років могли отримати третю додаткову вакцинацію.
8 вересня міністр охорони здоров'я Стівен Доннеллі оголосив про оновлення програми вакцинації проти COVID-19 в Ірландії, згідно з якою мешканці країни віком від 65 років, які проживатимуть у закладах тривалого догляду, та особи віком від 80 років, які проживають у себе вдома, отримають бустерну дозу мРНК-вакцини проти COVID-19. Через 2 дні, 10 вересня, найновіші дані показали, що 90 % дорослих в Ірландії були повністю вакциновані проти COVID-19, тоді ж була введена семимільйонна доза вакцини. Це був один із найвищих рівнів вакцинації в Європейському Союзі.

### Листопад 2021 року
25 листопада служба охорони здоров'я почала попереднє планування пропозиції вакцин проти COVID-19 дітям віком від 5 до 11 років після того, як Європейське агентство з лікарських засобів схвалило вакцинацію проти COVID-19 цієї вікової групи.

### Грудень 2021 року
8 грудня національний консультативний комітет з імунізації рекомендував пропонувати щеплення від COVID-19 дітям віком від 5 до 11 років.

### Січень 2022 року
3 січня 2022 року почалася реєстрація на щеплення для всіх дітей віком від 5 до 11 років, а щеплення для цієї вікової групи почалися 8 січня.

## Сертифікати про вакцинацію
Служба охорони здоров'я видавала картки вакцинації тим, хто вакцинувався проти COVID-19 в Ірландії, з нагадуваннями про повторну вакцинацію. Картка містила ім'я одержувача, дати введення двох доз, назву вакцини та номер її партії. Картка реєстрації вакцинації разом із цифровим COVID-сертифікатом ЄС використовувалася як докази вакцинації в ресторанах, готелях і барах, щоб отримати доступ до закладів гостинності, а також у нічних клубах, розважальних програмах у приміщенні, кінотеатрах, театрах і спортзалах. Вимоги щодо використання сертифікатів про вакцинацію були скасовані в січні 2022 року.

## Проведення вакцинації та розподіл вакцин

### Пріоритетні групи вакцинації
Стратегія розподілу вакцин проти COVID-19 включала 9 пріоритетних груп для вакцинації в Ірландії.
23 лютого, після публікації нового переглянутого урядового плану "Життя з COVID-19 " під назвою «The Path Ahead» («Шлях вперед»), міністр охорони здоров'я Стівен Доннеллі оголосив про оновлення стратегії розподілу вакцин проти COVID-19, у якому люди віком від 16 до 69 років, які мають дуже високий ризик розвитку важкої форми COVID-19, були переміщені в список пріоритетів після того, як національна група з питань надзвичайних ситуацій у галузі охорони здоров'я схвалила рекомендації національного консультативного комітету з імунізації.
30 березня міністр охорони здоров'я Стівен Доннеллі оголосив про оновлення стратегії розподілу вакцин проти COVID-19 із зміною системи пріоритетних груп на вікову систему після того, як уразливі люди з хронічними захворюваннями були вакциновані.
| січень–березень                                                                                                | квітень–травень | травень–липень                       |
| --- | --- | ------------------------------------ |
| 1. | 2. | 3.                                   |
| - Особи старші 80 років - Медичні працівники першої лінії - Особи старше 65 років у закладах тривалого догляду | - Особи 65–79 років - Особи з високим або дуже високим ризиком - Ключові працівники вакцинації - Інші вразливі групи | - Усі особи віком від 18 до 64 років |

| Порядок     | Пріоритетна група |
| ----------- | --- |
| 1           | Особи віком від 65 років, які перебувають у закладах тривалого догляду                                                   |
| 2           | Медичні працівники першої лінії                                                                                          |
| 3           | Особи віком від 70 років                                                                                                 |
| 4           | Особи віком від 16 до 69 років, стан здоров'я яких наражає їх на дуже високий ризик важкого перебігу і смерті            |
| 5           | Особи віком 65–69 років, основне захворювання яких наражає їх на високий ризик важких захворювань і смерті               |
| 6           | Інші особи віком 65–69 років, інші медичні працівники, які не мають прямого контакту з пацієнтами, та ключові працівники |
| 7           | Особи віком від 16 до 64 років, основне захворювання яких наражає їх на високий ризик важкого перебігу і смерті          |
| 8           | Мешканці закладів довгострокового догляду віком 18–64 роки                                                               |
| 9           | Особи віком 64 роки та молодші та особи віком 16–64 роки, які живуть або працюють у багатолюдних місцях                  |
| 9           | 55–64 років |
| 9           | 45–54 років |
| 9           | 35–44 років |
| 9           | 25–34 років |
| 9           | 16–24 years |
| 10          | |
| 12–15 років | |
| 5–11 років  | |

«Особи, які мають хронічне захворювання, що піддає їх високому ризику тяжкого перебігу і смерті» визначаються як:
- Особи з раком
  - Гематологічний — протягом 1 року
  - Гематологічні — протягом 1–5 років
  - Негематологічний — протягом 1 року
  - Всі інші види раку на негормональному лікуванні
- Особи з хронічними захворюваннями серця (і судин) (зокрема, серцева недостатність, гіпертонічна хвороба з гіпертензивним серцем)
- Особи з хронічною хворобою нирок із швидкістю клубочкової фільтрації <30 мл/хв
- Особи з хронічними захворюваннями печінки (зокрема, цироз або фіброз)
- Особи з хронічними неврологічними захворюваннями або станами (зокрема, хвороба Паркінсона, церебральний параліч).
- Особи з хронічними респіраторними захворюваннями (зокрема, муковісцидоз, важка астма (безперервне або повторне застосування системних кортикостероїдів), ХОЗЛ середньої тяжкості)
- Особи з цукровим діабетом (1 і 2 типу)
- Особи з ослабленим імунітетом внаслідок захворювання або лікування (наприклад, високі дози системних стероїдів, особи, які живуть з ВІЛ)
- Особи зі спадковими захворюваннями обміну речовин
- Особи з порушеннями інтелектуального розвитку (за винятком синдрому Дауна)
- Особи з ожирінням (ІМТ >35 кг/м²)
- Особи з важкими психічними захворюваннями (зокрема, шизофренія, біполярний розлад, важка депресія).

## Залучені організації
11 листопада 2020 року було створено робочу групу високого рівня з вакцинації проти COVID-19 для контролю за проведенням вакцинації проти COVID-19 у країні після того, як вакцини будуть схвалені державними органами, а також для підтримки міністерства охорони здоров'я і керівника служби охорони здоров'я для реалізації програми імунізації проти COVID-19, яка відповідає найкращим практикам і забезпечує належне управління. Перше повне засідання робочої групи відбулося 23 листопада 2020 року під головуванням професора Браяна Маккрейта.
До робочої групи високого рівня з вакцинації проти COVID-19 входили високопоставлені представники міністерства охорони здоров'я, виконавчої служби охорони здоров'я, регуляторного органу медичної продукції, управління головного інформаційного директора уряду, управління державних закупівель, агентства з питань інвестицій, адміністрації Дублінського аеропорту, департаменту підприємництва, торгівлі та зайнятості та департаменту тишеха.
Національний консультативний комітет з імунізації (незалежний орган за межами служби охорони здоров'я) надає експертні, засновані на доказах та неупереджені рекомендації щодо вакцинації проти COVID-19 для головного медичного спеціаліста міністерств охорони здоров'я.

## Центри вакцинації
По всій країні було відкрито до 40 великих центрів вакцинації для введення вакцин проти COVID-19. Основні об'єкти були відкриті в Корку, Дубліні, Вотерфорді, Слайго, Голвеї, Лімерику та Атлоні з меншими центрами в Маллінгарі, Лонгфорді, Еннісі, Ніні, Бантрі та Тралі. Три центри вакцинації під керівництвом лікарів загальної практики також були створені по всій країні, першим з яких був створений у центрі «The Helix» в Дублінському міському університеті, де вакцинували по 5 тисяч людей на день. Мерія Корка, стадіон для гельських ігор «Páirc Uí Chaoimh» та кампус Бішопстаунського технологічного університету Манстера були перетворені на центри масової вакцинації, в яких робили 10 тисяч щеплень на день.
Як центри вакцинації використовувалися різні вели об'єкти в усіх графствах Ірландії, зокрема спортивні стадіони, клуби гельських ігор, готелі, конференц-центри та арени.

### Розташування
15 лютого 2021 року міністр охорони здоров'я Стівен Доннеллі підтвердив розташування 37 центрів вакцинації в усіх графствах у рамках програми вакцинації проти COVID-19.
20 лютого 2021 року майже 1000 осіб віком від 85 років отримали першу дозу вакцини проти COVID-19 у першому в країні центрі масової вакцинації в «The Helix» у Дублінському міському університеті.
28 липня 2021 року було повідомлено, що деякі центри вакцинації дозволять робити щеплення в певні дні та години без попереднього запису.

## Проблеми та суперечки

### Побічні явища
14 березня 2021 року введення вакцини AstraZeneca проти COVID-19 було призупинено в Ірландії національним консультативним комітетом з імунізації як запобіжний захід у зв'язку з повідомленням щодо появи серйозних тромбозів після вакцинації у Норвегії. 19 березня комітет з імунізації рекомендував продовжувати використання вакцини AstraZeneca в Ірландії після схвалення її Європейським агентством з лікарських засобів 18 березня.
8 квітня 2021 року ірландське регуляторне агентство почало розслідування після того, як у 40-річної жінки з Дубліна було підтверджено перший випадок дуже рідкісного тромбу в судинах мозку після щеплення вакциною AstraZeneca.
12 квітня після тривалої наради національний консультативний комітет з імунізації рекомендував вакцинувати AstraZeneca проти COVID-19 лише осіб старших 60 років і не вводити другу дозу вакцини тим, у кого з'явився незвичайний тромбоз на фоні низького рівня тромбоцитів після першої дози вакцини.

### Лікарні
26 березня 2021 року лідер Лейбористської партії Алан Келлі закликав виконавчого директора лікарні «Бікон» піти у відставку після того, як 23 березня вона роздала 20 залишкових доз вакцини проти COVID-19 вчителям і персоналу приватної середньої школи в Брей у графстві Віклоу. Через день, 27 березня, міністр охорони здоров'я Стівен Доннеллі звернувся до служби охорони здоров'я з проханням призупинити роботу з вакцинації в лікарні «Бікон» після скандалу. 19 липня, через 4 місяці після скандалу, незалежна доповідь показала, що рішення лікарні про вакцинацію 20 вчителів школи у Брей було неправильним, але було проведено з добрими намірами.
1 квітня незалежний огляд програми вакцинації проти COVID-19 виявив у лікарні Кумб, що консультант приніс додому дві залишкові дози вакцини, щоб ввести їх двом членам своєї сім'ї.

### Критика перегляду вікових рамок введення вакцини
30 березня 2021 року рішення уряду переглянути систему розподілу вакцин проти COVID-19 за віковою системою викликало обурення та занепокоєння серед профспілок учителів і працівників життєво необхідних галузей. Нова зміна означала, що працівники життєво необхідних галузей і в освітньому секторі, які не змогли уникнути високого ризику зараження вірусом, втратять пріоритет вакцинації. Найбільша вчительська профспілка Ірландії, Ірландська національна організація вчителів, різко розкритикувала кроки щодо зміни плану проведення вакцинації, заявивши, що «дуже стурбована» новиною, тоді як Профспілка вчителів Ірландії висловила занепокоєння та закликала до термінової взаємодії з міністерством освіти. Асоціація вчителів середніх шкіл Ірландії заявила, що була «шокована та налякана» змінами та стверджувала, що рішення «цілком суперечить» меті залишити школи відкритими, а президент Асоціації представників ґарди описав цю зміну як «неприємний удар» для своїх членів, і що це рішення «понизило» роботу поліції та не врахувало ризики, які поліцейські взяли на себе, контролюючи поширення хвороби. 7 квітня три профспілки вчителів проголосували за надзвичайну ініціативу на підтримку протестів, аж до страйку включно, якщо вчителі не стануть пріоритетною групою щодо вакцинації.

### Атака програми-вимагача на Health Service Executive
14 травня 2021 року портал реєстрації вакцинації проти COVID-19 було переведено в автономний режим після того, як служба охорони здоров'я (HSE) вимушено вимкнула всі свої ІТ-системи після масштабної атаки програми-вимагача, але пізніше ввечері його роботу було відновлено.

### Протести проти вакцинації
24 липня 2021 року близько 1500 протестувальників зібралися в центрі Дубліна, щоб протестувати проти вакцинації, нового законодавства, яке дозволяє знову відкрити їдальні в приміщеннях, і цифрового COVID-сертифікату ЄС.
27 листопада тисячі людей вийшли на акцію протесту проти обмежень щодо COVID-19 і паспортів вакцинації біля головного поштового офісу на вулиці О'Коннелл у Дубліні.